# شهرک وزیره
شهرک وزیره، روستایی از توابع بخش قطرویه شهرستان نی‌ریز در استان فارس ایران است. جمعیت آن ۳۰۰۰ نفر است و دارای مسجد، بهداشت، دهیاری، حسینیه، پست بانک، مدرسه ابتدایی دخترانه و پسرانه، مدرسه متوسطه اول پسرانه، تالارعروسی، سوپر مارکت، فست فود، مغازه لباس فروشی و کفش فروشی، مغازه لوازم خانگی، تعمیرگاه، ابزارفروشی، کابینت سازی و... است.
شغل مردم بیشتر به صورت فصلی است در روستاهای اطراف باغ انار و پسته هست و مردم درزمان‌های مختلف در آنها کار میکنند مثلا در اوایل ماه آبان فصل انارچینی هست و زن و مرد مشغول کار کردن و چیدن انار میشوند وتا یک ماه مردم مشغول کار در باغ انار هستند و در فصل های دیگر هم کار‌های دیگری انجام می‌دهند مثلا همین درخت انار را اواخر زمستان خشک گیری میکنند و در بهار کود حیوانی و شیمیایی پای درخت میریزند و با بیل خاک رو زیر و رو میکنند مردم به اینکار (پاکن) میگویند.
درفصل های دیگر هم مردم کار های دیگری انجام میدهند. 
غذا‌های محلی شهرک وزیره. اشکنه بابونه (آوباینک)، تیلیت کشک، تیلیت آبغوره، تیلیت ماست (آوماست)، تیلیت بنه (آوبنه)، برنج با زیره، کله جوش، آب گوشت جوجه خروس محلی، خورش کنگر و خورش سبزمکو (یه نوع سبزی که در باغ‌ها رشد می‌کند) است.   

## جمعیت
این روستا در (بخش قطرویه) دهستان ریزآب قرار دارد و براساس سرشماری مرکز آمار ایران در سال 1395]]، جمعیت آن 3000نفر بوده‌است.